# Heterodontus
Heterodontus is een geslacht van kraakbeenvissen uit de monolithische familie van stierkophaaien (Heterodontidae), die op zijn beurt de orde vormen van de stierkophaai-achtigen (Heterodontiformes). Het verspreidingsgebied zijn de warm gematigde en tropische zeeën van de westelijke Indische Oceaan tot de oostelijke Stille Oceaan. Stierkophaaien worden niet gevonden in de Atlantische Oceaan.

## Kenmerken
Ze hebben hun naam te danken aan hun hoofd, dat typisch is voor haaien, met duidelijke uitstulpingen van de ogen en de afgeronde snuit. Ze hebben geen neusdraden. De ogen hebben geen inkeping en bevinden zich aan de zijkant van de bovenkant van het hoofd (dorsolateraal). De bek is middelgroot, met kleine meerpuntige tanden aan de voorkant en afgeplatte kiezen aan de achterkant. De Griekse geslachtsnaam (Heterodontus - 'verschillende tanden') verwijst hiernaar. De buitenste neusgaten zijn klein en verbonden met de mond door een diepe vouw. Ze hebben ook vijf kieuwsleuven, waarvan de eerste is vergroot en de laagste het verst onder ligt. Twee of drie kieuwsleuven liggen achter de basis van de borstvinnen. Alle stierkophaaien hebben de aanwezigheid van anale vinnen en twee rugvinnen (vinnen) gemeen, elk voorafgegaan door een stekel. In aanwezigheid van de rugvinstekels, verschillen ze van alle andere galeomorfe haaien. Een anale vin is aanwezig. De romp is cilindrisch of licht afgeplat aan de zijkant. Stierkophaaien hebben 98 tot 123 wervels.
Stierenkophaaien zijn kleiner dan andere haaiensoorten. De grootste soort, de Port Jackson stierkophaai (Heterodontus portusjacksoni) of hoornhaai, is slechts 165 centimeter lang. Van deze eerst beschreven haaiensoort is een van de Engelse namen voor de familie Heterodontidae Port Jackson-haaien afgeleid. Stierkophaaien leggen eieren. De eicaps zijn spiraalvormig.

## Leefwijze
Stierkophaaien zijn trage grondvissen die zich voornamelijk voeden met mosselen, zee-egels en andere dieren met een harde schaal. Ze kunnen over de bodem lopen op hun gepaarde vinnen en slechts af en toe zwemmen. Hun habitat bevindt zich op het continentale plat en tot eilanden behorende kustgebieden op een diepte van maximaal 275, meestal minder dan 100 meter. Bij overlast van duikers bijten ze.

## Stamgeschiedenis
Het geslacht Heterodontus is al bekend uit het Boven-Jura. Naast Heterodontus is het Boven-Jura-geslacht Paracestracion ook opgenomen in de familie Heterodontidae.

## Soorten
Het geslacht bevat de volgende tien soorten:
- Heterodontus francisci (Girard, 1855) – Californische stierkophaai
- Heterodontus galeatus (Günther, 1870) – Gekamde stierkophaai
- Heterodontus japonicus Maclay & Macleay, 1884 – Japanse stierkophaai
- Heterodontus marshallae White, Mollen, O’Neill, Yang & Naylor, 2023
- Heterodontus mexicanus Taylor & Castro-Aguirre, 1972 – Mexicaanse stierkophaai
- Heterodontus omanensis Baldwin, 2005
- Heterodontus portusjacksoni (Meyer, 1793) – Australische varkenskophaai
- Heterodontus quoyi (Fréminville, 1840) – Galapagosstierkophaai
- Heterodontus ramalheira (Smith, 1949) – Witgestippelde stierkophaai
- Heterodontus zebra (Gray, 1831) – Gestreepte stierkophaai